# Ferreira do Alentejo
Ferreira do Alentejo es una villa portuguesa perteneciente al distrito de Beja, región del Alentejo y comunidad intermunicipal del Bajo Alentejo con cerca de 4900 habitantes.
Es sede de un municipio con 648,45 km² de área y 7686 habitantes (2021), subdividido en 4 freguesias. El municipio limita al norte con los municipios de Alcácer do Sal y Alvito, al este con Cuba y con Beja, al sur con Aljustrel, al suroeste con Santiago do Cacém y al oeste con Grândola.

## Demografía
| Gráfica de evolución demográfica de Ferreira do Alentejo entre 1864 y 2021 |
|                                                                            |
| Datos según el nomenclátor publicado por el INE portugués.                 |

## Freguesias
Las freguesias de Ferreira do Alentejo son las siguientes:
- Alfundão e Peroguarda
- Ferreira do Alentejo e Canhestros
- Figueira dos Cavaleiros
- Odivelas